# Saint Paul River
Der Saint Paul River ist ein Fluss in Westafrika. Er entspringt im Südosten der Republik Guinea. Der Fluss gilt als der wichtigste Fluss der Republik Liberia und quert die zentralen Provinzen.

## Beschreibung
Der etwa 500 km lange Fluss entspringt als Diani oder Nianda im Südosten Guineas im Bergland nordöstlich von Macenta. Nach etwa 50 km erreicht der Fluss die Landesgrenze Liberias, die er fortan für etwa 50 km bildet. Nach dem Verlassen der Grenze wechselt er den Namen in Saint Paul und fließt er in südwestlicher Richtung durch das zentrale Liberia. Die Mündung des Saint Paul River befindet sich an der Monrovia Bay, etwa 5 km nördlich des Freeport Monrovia, von diesem führen zwei Eisenbahnlinien und eine Ausfallstraße in das nördliche Hinterland, hierzu dienen die St. Paul Bridge und die Tubmanbrücke.
Das ursprünglich trichterförmige Mündungsgebiet mit einer Öffnungsweite von etwa 1100 m wurde durch angeschwemmten Sand und die Flusssedimente an den Rändern verfüllt die Breite des Flusses beträgt nun am Mündungspunkt kaum noch 150 m. Den Unterlauf säumten noch Anfang des 19. Jahrhunderts Mangrovenwälder, sie wurden nach der Gründung der Siedlung Clay-Ashley gefällt, um landwirtschaftliche Plantagen (Kaffee, Zuckerrohr und Ölpalmplantagen) anlegen zu können.
Eine Besonderheit bildet der Stockton Creek, er ist ein Mündungsarm des Saint Paul River und steht mit dem Mesurado River in Verbindung. Die Verbindung bewirkt, dass der zwischen beiden Flüssen befindliche Küstenabschnitt als Insel wahrgenommen wird, die „Bushrod Island“ genannt wird.
In den 1970er Jahren wurde an der Mündung das Hotel Africa errichtet, es zählte bis zu seiner Schließung und späteren Plünderung im Bürgerkrieg, zu den Luxushotels in Westafrika.

## Geschichte
Das von portugiesischen Seefahrern im 15. Jahrhundert erforschte Mündungsgebiet nahe dem Kap Mesurado an der westafrikanischen Küste, die sogenannte Pfefferküste, wurde am 25. Januar, dem Fest der Bekehrung des Apostels Paulus erreicht, die Entdecker nannten den Fluss daher Rio São Paulo. Es dauerte jedoch noch bis in die 1920er Jahre, bis das ausgedehnte Quellgebiet am Oberlauf vollständig geographisch erforscht werden konnte. Das von Amerikoliberianern Anfang des 19. Jahrhunderts angekaufte und besiedelte Gebiet am Unterlauf wurde zum Zentrum der Kolonie Liberia, hier entstanden die Kolonistenstädte und Plantagen um Clay-Ashland, Bensonville, Dixville und Millsburg.
Um die landwirtschaftlichen Erzeugnisse rationeller nach Monrovia transportieren zu können, wurde auf Anregung des amerikanischen Missionars David Day von der Muhlenberg-Mission mit dem Dampfboot „Sarah Ann“ eine erste „Dampferlinie“ auf dem Saint Paul River geschaffen, sie führte bis zu 30 Kilometer tief landeinwärts und endete an den Stromschnellen bei White Plains.

## Wasserführung
Der Saint Paul River hat liegt im Gebiet des Tropischen Regenwaldes Westafrikas, sein Wasserführung wurde vom Hydrographischen Dienst der Republik Liberia überwacht.
- am Mittellauf, an der hydrographischen Station „Walker Bridge“, Liberia, Einzugsgebiet 9 760 km², wird das Maximum im Monat September erreicht, es beträgt dann 728 m³/s, das Minimum wird im Februar und März mit 37,3 m³/s registriert.[6]

- am Unterlauf, an der hydrographischen Station „Haindi (04SP001)“, Liberia, Einzugsgebiet 18.276 km², lag der höchste gemessene Abfluss im September 2016 bei 2394 m³/s und das Minimum im März 2019 bei 16 m³/s. Der durchschnittliche Abfluss liegt bei 474 m³/s (siehe Diagramm).[2]

## Einzugsgebiet
Je nach Quelle wird das Einzugsgebiet mit Werten zwischen 21.100 und 21.900 km² angegeben. Es befindet sich zu knapp zur Hälfte in Guinea, der Rest in Liberia.

## Energiegewinnung
Der Mount-Coffee-Staudamm war bis zum liberianischen Bürgerkrieg das wichtigste Kraftwerk in Liberia. Die Generatorenanlage wurde von 1963 bis 1966 am Unterlauf des Saint Paul River errichtet und befinden sich etwa 30 km nordöstlich der Hauptstadt Monrovia. Das Kraftwerk wurde als Laufwasserkraftwerk geplant. Am Standort bei den Ortschaften Arthington und Milsburg, nahe dem Berg Mount Coffee, wurde ein Damm von etwa 150 m Länge und ein Turbinenhaus errichtet. Der Standort lag an einer Flussbiegung, an der sich ein natürlicher Seitenarm des Saint Paul River zur Wasserstandsregulierung nutzen ließ. Weitere technische Anlagen und Unterkünfte für das Personal entstanden 500 m südlich des Damms auf einer Anhöhe.

## Bodenschätze
Das Gebiet des Saint Paul River wurde seit 2005 systematisch geologisch untersucht, hierbei konnten erstmals Lagerstätten von abbauwürdigen Erzen (Gold, Eisenerz, Kuper, Platin, Uran, Bauxit) sowie Diamanten erfasst werden.

## Naturschutzgebiet
Auf Anraten internationaler Naturschutzorganisationen wurden Teile des Mangrovengebietes, ein etwa 6000 ha großes Areal am Unterlauf des Saint Paul River und des Mesurado, als Naturschutzgebiet ausgewiesen.